# 디나모이비디움속
디나모이비디움속(Dinamoebidium)은 와편모충류 속의 하나이다.

## 하위 종
- Dinamoebidium hyperboreum
- Dinamoebidium varians